# Zecca di Sabbioneta

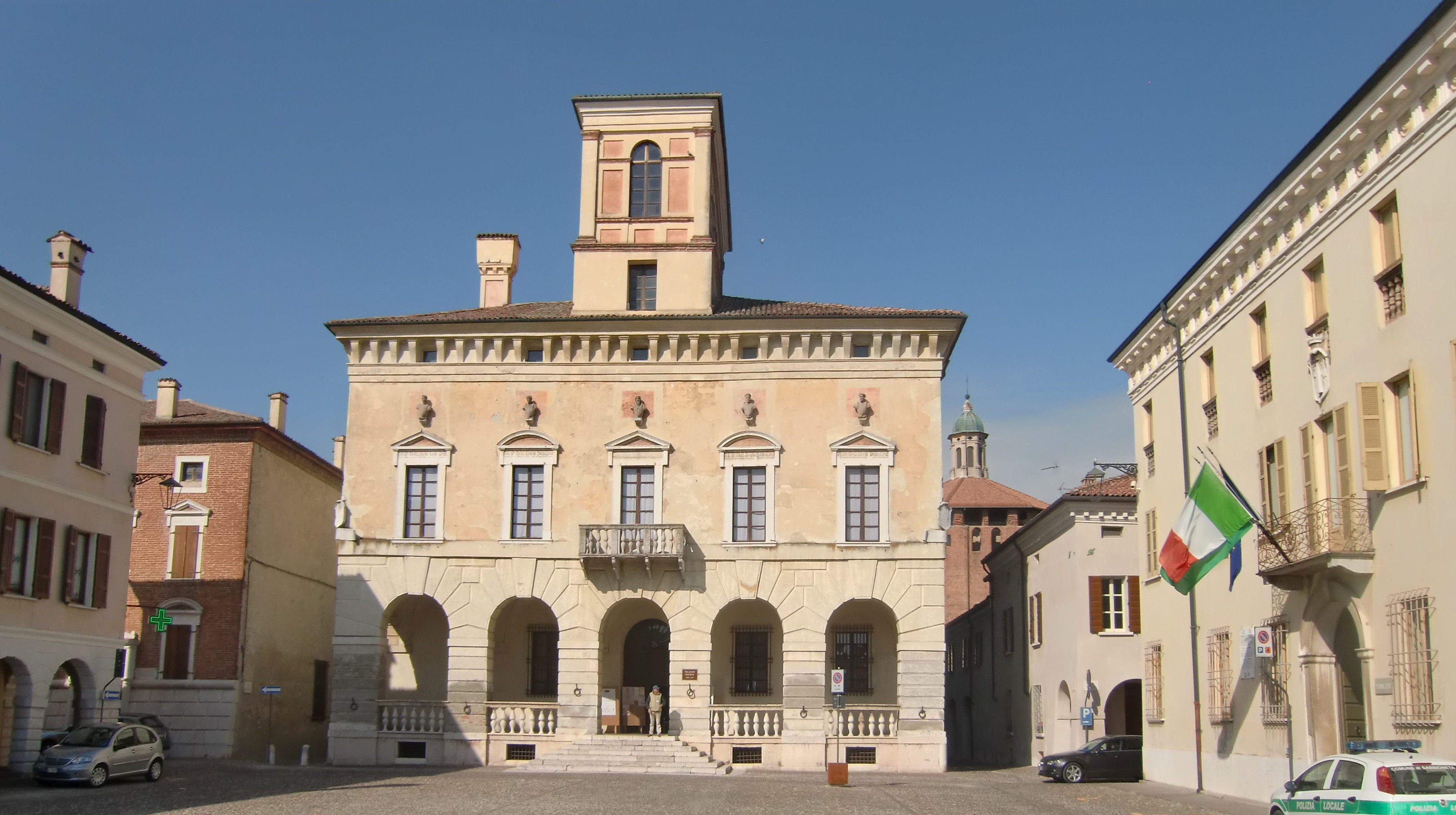
Sabbioneta, Piazza Ducale.

La zecca di Sabbioneta era l'ente preposto presso cui veniva effettuata la coniazione delle monete del feudo in epoca gonzaghesca.

## Storia
La zecca iniziò la sua attività nel 1558 per volere del marchese Vespasiano Gonzaga, in seguito principe e poi duca della città, dove ancora oggi, nei pressi del baluardo di San Giorgio, esiste Via della Zecca. Fu attiva fino al 1684, anno della morte dell'ultimo duca Nicola María de Guzmán Carafa. 
Il periodo più fiorente per l'officina fu dal 1562 al 1591, quando il feudo era amministrato da Vespasiano. Nei primi anni (1562-1565) furono battute varie monete (scudo d'oro, mezzo scudo, mocenigo, gazzetta, soldino, sesino e doppio sesino) quando il Gonzaga aveva il rango di conte. Nel 1565 ottenne, con diploma imperiale, dall'imperatore Massimiliano II d'Asburgo, il titolo di marchese (1565-1574 e furono coniati lo scudo d'oro e il mocenigo d'argento.
Nel 1575 Vespasiano acquisì la dignità di principe, conferitagli dal suddetto sovrano: fino al 1577 furono battuti, con la nuova intitolazione testoni, mocenighi, cavallotti, bianchi, soldi, sesini. Nell'ultima attività della zecca, sotto il duca Vespasiano, (1577-1581, l'incisore e orafo Andrea Cavalli realizzò il mezzo ducatone, il sesino del cavallo e della colomba.
Dopo la scomparsa di Vespasiano, l'attività della zecca diminuì e, sotto il governo della figlia Isabella, apparvero altre quattro tipologie monetarie, mentre una sola (tallero) entrò in circolazione con Luigi Carafa della Stadera e il ducatone con Nicola María.
È possibile distinguere tre periodi di monetazione, corrispondenti ai vari signori che si sono succeduti al governo:
- Vespasiano I Gonzaga, dal 1558 al 1591;
- Isabella Gonzaga e consorte Luigi Carafa della Stadera, dal 1591 al 1637;
- Nicola María de Guzmán Carafa, dal 1644 al 1684, data di termine della monetazione.